# Lepidochrysops mashuna
Lepidochrysops mashuna is een vlinder uit de familie van de Lycaenidae. De wetenschappelijke naam van de soort is voor het eerst geldig gepubliceerd in 1894 door Trimen. De soort komt voor in Zimbabwe.